# Вулиця Батюка (Ніжин)
Вулиця Батюка — вулиця міста Ніжина. Пролягає від площі Івана Франка до площі Заньковецької.
До вулиці прилягають вулиці Кушакевичів, Олькуська, Стефана Яворського, Думська.

## Історія
Вулиця відома з XVII ст. З кінця XIX століття називається вулиця Кушакевича — на честь ніжинського фабриканта Андрія Кушакевича, коштом якого в місті було відкрито гімназію та ремісниче училище (потім технікум механізації с/г).
У 1922 році вулиця Кушакевича перейменована на вулицю Профінтерна. На місці будинку райкому КП(б)У до Німецько-радянської війни стояв будинок, де у 1908—1914 роках у сім'ї свого діда М. Москаленка жив Сергій Корольов (встановлений пам'ятний знак). У будинку № 7 у 19 — на початку ХХ століть розташовувався готель «Лівадія», з 1943 року — виконком Ніжинської районної ради народних депутатів, з 1974 року — стоматологічна поліклініка. На вулиці розташовані готель Ніжин (будинок № 1), 1-а дитяча бібліотека (будинок № 8), дитсадок «Барвінок» (будинок № 10), Ніжинський краєзнавчий музей (будинок № 14), ТЦ Ніжин сіті з кінотеатром «Космос» (будинок № 9), будинок культури (будинок № 16).
1960 року вулиця отримала сучасну назву — на честь керівника комсомольського підпілля у місті Ніжині Якова Батюка.
1967 року біля будинку № 8 встановлено погруддя Якову Батюку. У 1967 році в будинку № 14 було відкрито Ніжинський краєзнавчий музей, як музей на громадських засадах, у 1968 році було перетворено на філію Чернігівського історичного музею. Встановлено меморіальну дошку заснуванню музею та першому директору. Експозиція музею розміщена у 8 залах (понад 4 тисячі експонатів, у тому числі 2 тисячі оригіналів), складається з відділів історії та природи. В 1982 року був побудований кінотеатр «Космос» (будинок № 9), який у 2000-х роках було зруйновано, а на його місці збудовано ТЦ Ніжин сіті з кінотеатром «Космос».

## Забудова
Вулиця пролягає у північно-східному напрямку паралельно вулиці Гоголя. Парна та непарна сторони вулиці зайняті садибною, малоповерховою (2-поверхові будинки) житловою забудовою, скверами імені М. Гоголя та імені Богдана Хмельницького.
Установи:
1. будинок № 1 — готель «Ніжин»
2. будинок № 5А — Ніжинська державна районна адміністрація
3. будинок № 8 — дитяча бібліотека (філія № 3)
4. будинок № 9 — торговий центр «Ніжин-Сіті» та кінотеатр «Космос»
5. будинок № 10 — дитсадок «Барвінок»
6. будинок № 14 — Ніжинський краєзнавчий музей (його історичний відділ) та «Центр пам'яткознавства» (Північно-східне регіональне відділення Українського товариства охорони пам'яток історії та культури)
7. будинок № 16 — будинок культури
8. будинок № 16Е — Миколаївський собор

Пам'ятники архітектури, історії, монументального мистецтва або науки та техніки:
1. будинок № 5 — Садиба М. Москаленка, де жив у 1906—1916 роках С. Корольов — втрачений об'єкт (історії) культурної спадщини (до 1950-х років) — зараз тут районна адміністрація
2. між будинками № 5А та 7 — Пам'ятний знак на місці будинку, де жив С. П. Корольов — історії місцевого значення
3. будинок № 7 — Готель — архітектури місцевого значення
4. будинок № 8 — Будинок, де мешкала Марія Малиш-Федорець — архітектури місцевого значення
5. біля будинку № 8 — Пам'ятник Я. П. Батюку — монументального мистецтва місцевого значення
6. будинок № 14 — Житловий будинок (Будинок Максимовича) — архітектури місцевого значення
7. біля будинку № 14 — Трактор ВТЗ «Універсал» (У-2) — науки і техніки знову виявлений
8. будинок № 16 — Церква Іоанна Предтечі та торгові ряди — архітектури місцевого значення
9. будинок № 16Е — Миколаївський собор — архітектури національного значення
10. сквер імені Богдана Хмельницького — Пам'ятник Б. М. Хмельницькому — монументального мистецтва місцевого значення